# Torquinsha invicta
Torquinsha invicta är en stekelart som först beskrevs av Porter 1981.  Torquinsha invicta ingår i släktet Torquinsha och familjen brokparasitsteklar. Inga underarter finns listade i Catalogue of Life.